# Caprinidae
Caprinidae — викопна родина двостулкових молюсків вимерлого ряду рудистів (Hippuritida), що існувала впродовж крейдового періоду.
Викопні копалини цього роду виявлені у відкладах Європи, Китаю, Куби, Єгипту, Гватемали, Ямайки, Японії, Мексики, Оману, Філіппін, Туреччини, Росії, США та Венесуели.

## Роди
- †Antillocaprina
- †Caprina
- †Caprinula
- †Caprinuloidea
- †Coalcomana
- †Conchemipora
- †Guzzyella
- †Huetamia
- †Jalpania
- †Mathesia
- †Mexicaprina
- †Muellerriedia
- †Neocaprina
- †Offneria
- †Orthoptychus
- †Pachytraga
- †Pacificaprina
- †Pantojaloria
- †Texicaprina
- †Titanosarcolites